# Yang Jae-hoon
Yang Jae-hoon (en hangul, 양재훈; Changwon, 7 de mayo de 1998) es un nadador surcoreano, especialista en estilo libre.
Ganó una medalla de plata en el Campeonato Mundial de Natación de 2024 en la prueba de 4 × 200 m libre.
Además, obtuvo una medalla de oro en los Juegos Asiáticos de 2022, en la prueba de 4 × 200 m libre.
Participó en los Juegos Olímpicos de París 2024, siendo uno de los integrantes del relevo 4 × 200 m libre de Corea del Sur que alcanzó la final y terminó en sexto puesto.

## Palmarés internacional
| Campeonato Mundial | Campeonato Mundial | Campeonato Mundial | Campeonato Mundial |
| Año                | Lugar              | Medalla            | Prueba             |
| ------------------ | ------------------ | ------------------ | ------------------ |
| 2024               | Doha (Catar)       | Medalla de plata   | 4 × 200 m libre    |
| Juegos Asiáticos   |                    |                    |                    |
| Año                | Lugar              | Medalla            | Prueba             |
| 2022               | Hangzhou (China)   | Medalla de oro     | 4 × 200 m libre    |